# Merscheider TV
Der Merscheider TV 1878 korp. Solingen (kurz: Merscheider TV) ist ein deutscher Sportverein aus Solingen (Nordrhein-Westfalen). Er wurde 1878 in Merscheid gegründet. Er hat derzeit etwa 1000 Mitglieder und besitzt eine eigene Sporthalle, einen Gymnastikraum, einen Sportplatz mit Tennisanlage und ein Vereinsheim. Besondere Erfolge errang der Verein im Badminton.

## Sportarten
Neben Badminton werden Aerobic, Gesundheitssport, Gymnastik, Handball, Taekwondo, Kinderturnen, Prellball, Tanz/Jazzdance, Tennis, Tischtennis, Volleyball und Zirkus angeboten.

## Badminton
Im Badminton wurde der Merscheider TV 1959 deutscher Mannschaftsvizemeister. 1961 und 1962 gewann das Team Bronze. Zahlreiche weitere Medaillen wurden in den Einzeldisziplinen errungen, darunter auch sechs deutsche Meistertitel. In der Saison 2012/2013 hatte der MTV mit sechs Jugendmannschaften eine der größten Jugendabteilungen in Solingen, was mit dem Bezirkspokalsieg der U13-Mannschaft unterlegt wurde. In der Saison 2013/2014 wurde wieder eine Seniorenmannschaft in den Spielbetrieb integriert.

### Erfolge
| Saison    | Veranstaltung                     | Disziplin    | Platz | Name |
| --------- | --------------------------------- | ------------ | ----- | --- |
| 1956/1957 | Deutsche Einzelmeisterschaft      | Mixed        | 3     | Klaus Dültgen / Irmgard Ehle (Merscheider TV / OBC 88 Ohligs)                                                       |
| 1956/1957 | Deutsche Einzelmeisterschaft      | Herrendoppel | 2     | Klaus Dültgen / Konrad Hapke (Merscheider TV)                                                                       |
| 1957/1958 | Deutsche Einzelmeisterschaft      | Herrendoppel | 1     | Klaus Dültgen / Konrad Hapke (Merscheider TV)                                                                       |
| 1958/1959 | Deutsche Einzelmeisterschaft      | Herrendoppel | 3     | Klaus Dültgen / Konrad Hapke (Merscheider TV)                                                                       |
| 1958/1959 | Deutsche Einzelmeisterschaft      | Mixed        | 2     | Dieter Füllbeck / Gitti Neuhaus (Merscheider TV)                                                                    |
| 1958/1959 | Deutsche Einzelmeisterschaft      | Herrendoppel | 3     | Jürgen Koch / Dieter Füllbeck (Merscheider TV)                                                                      |
| 1958/1959 | Deutsche Mannschaftsmeisterschaft | Mannschaft   | 2     | Merscheider TV (Klaus Dültgen, Konrad Hapke, Dieter Füllbeck, Jürgen Koch, Gitti Neuhaus, Karin Grego)              |
| 1958/1959 | Deutsche Einzelmeisterschaft      | Mixed        | 1     | Konrad Hapke / Gisela Ellermann (Merscheider TV / STC Blau-Weiß Solingen)                                           |
| 1959/1960 | Deutsche Einzelmeisterschaft      | Herrendoppel | 1     | Dieter Schramm / Klaus Dültgen (BC Düsseldorf / Merscheider TV)                                                     |
| 1959/1960 | Deutsche Einzelmeisterschaft      | Herrendoppel | 2     | Dieter Füllbeck / Jürgen Koch (Merscheider TV)                                                                      |
| 1959/1960 | Deutsche Einzelmeisterschaft      | Mixed        | 2     | Dieter Füllbeck / Gitti Neuhaus (Merscheider TV)                                                                    |
| 1960/1961 | Deutsche Einzelmeisterschaft      | Damendoppel  | 3     | Ingrid Haunert / Gitti Neuhaus (BC Westfalia Herne / Merscheider TV)                                                |
| 1960/1961 | Deutsche Einzelmeisterschaft      | Mixed        | 2     | Konrad Hapke / Gitti Neuhaus (Merscheider TV)                                                                       |
| 1960/1961 | Deutsche Einzelmeisterschaft      | Herrendoppel | 3     | Dieter Füllbeck / Jürgen Koch (Merscheider TV)                                                                      |
| 1960/1961 | Deutsche Mannschaftsmeisterschaft | Mannschaft   | 3     | Merscheider TV (Klaus Dültgen, Konrad Hapke, Dieter Füllbeck, Jürgen Koch, Gitti Neuhaus, Karin Grego)              |
| 1960/1961 | Deutsche Einzelmeisterschaft      | Herrendoppel | 3     | Klaus Dültgen / Konrad Hapke (Merscheider TV)                                                                       |
| 1961/1962 | Deutsche Mannschaftsmeisterschaft | Mannschaft   | 3     | Merscheider TV (Klaus Dültgen, Konrad Hapke, Dieter Füllbeck, Hartmut Meis, Peter Besken, Heide Hau, Gitti Neuhaus) |
| 1961/1962 | Deutsche Einzelmeisterschaft      | Dameneinzel  | 2     | Heide Hau (Merscheider TV)                                                                                          |
| 1961/1962 | Deutsche Einzelmeisterschaft      | Herrendoppel | 1     | Klaus Dültgen / Konrad Hapke (Merscheider TV)                                                                       |
| 1965/1966 | Deutsche Einzelmeisterschaft      | Dameneinzel  | 3     | Heide Hau (Merscheider TV)                                                                                          |
| 1966/1967 | Deutsche Einzelmeisterschaft      | Mixed        | 1     | Hans-Dietrich Emmers / Karin Dittberner (Merscheider TV / 1. BV Mülheim)                                            |
| 1967/1968 | Deutsche Einzelmeisterschaft      | Mixed        | 3     | Hans-Dietrich Emmers / Karin Dittberner (1. BV Mülheim / Merscheider TV)                                            |
| 1969/1970 | Deutsche Einzelmeisterschaft      | Herrendoppel | 2     | Hans-Dietrich Emmers / Gerhard Kucki (Merscheider TV / 1. BV Mülheim)                                               |
| 1971/1972 | Deutsche Einzelmeisterschaft      | Damendoppel  | 2     | Brigitte Steden / Gudrun Ziebold (VfL Bochum / Merscheider TV)                                                      |
| 1972/1973 | Deutsche Einzelmeisterschaft      | Damendoppel  | 2     | Irmgard Latz / Gudrun Ziebold (FC Bayer 05 Uerdingen / Merscheider TV)                                              |
| 1973/1974 | Deutsche Einzelmeisterschaft      | Damendoppel  | 2     | Irmgard Latz / Gudrun Ziebold (FC Bayer 05 Uerdingen / Merscheider TV)                                              |
| 1974/1975 | Deutsche Einzelmeisterschaft      | Dameneinzel  | 1     | Gudrun Ziebold (Merscheider TV)                                                                                     |
| 1974/1975 | Deutsche Einzelmeisterschaft      | Damendoppel  | 3     | Eva-Maria Kranz / Gudrun Ziebold (1. BC Beuel / Merscheider TV)                                                     |
| 1974/1975 | 1. Bundesliga                     | Mannschaft   | 8     | Merscheider TV |
| 1975/1976 | Deutsche Einzelmeisterschaft      | Damendoppel  | 3     | Brigitte Steden / Gudrun Ziebold (VfL Bochum / Merscheider TV)                                                      |